# Бехт, Йозеф
Йозеф Антон Бехт (нем. Josef Anton Becht; 1 декабря 1858, Бухлоэ — 22 марта 1926, Мюнхен) — немецкий органист.
Окончил Мюнхенскую академию музыки, ученик Йозефа Райнбергера. Как концертирующий органист исполнил, в частности, в 1894 году премьеру органного концерта своего учителя (оркестром дирижировал Рихард Штраус). Также на протяжении многих лет вёл класс органа в Мюнхенской академии. С 1879 года второй дирижёр мюнхенского Ораториального общества, затем руководил придворной вокальной капеллой, был капельмейстером мюнхенского придворного храма Всех Святых.
Кавалер баварского Ордена Святого Михаила IV класса (1912).